# Miklos Udvardy
Miklos Dezso Ferenc Udvardy de Udvard et Básth, más conocido como Miklos Udvardy, (Debrecen, Hungría; 23 de marzo de 1919-Sacramento, Estados Unidos; 27 de enero de 1998) fue un biólogo, ornitólogo y biogeógrafo húngaro de origen noble. Propuso en 1975 una clasificación de las regiones biogeográficas del mundo, que sirvió de base a la clasificación realizada por los expertos del Fondo Mundial para la Naturaleza (WWF) en el siglo XXI.

## Biografía
Nació en 1919 en Debrecen, Hungría, hijo de Miklos Udvardy de Udvard et Básth y Elizabeth Komlossy de Komlós. A pesar de mostrar un interés temprano por el estudio de los pájaros, sus padres le dirigen hacia estudios de derecho, estudios que termina presentando una memoria sobre el asentamiento de los pechenegos en Hungría. Decide entonces cursar estudios de biología, y se doctora en 1942 por la Universidad de Debrecen. Consigue su primer empleo de investigador en biología en la estación biológica de Tihanyi en el lago Balaton, en el oeste de Hungría.
Udvardy deja Hungría en 1948, para ocupar un puesto en la Universidad de Helsinki, en Finlandia, donde trabaja con el ornitólogo y zoólogo Pontus Palmgren. Allí conoce a su futura mujer, Maud Bjorklund, en 1950, y se traslada a Suecia, para ocupar unos meses el puesto de conservador del departamento de invertebrados marinos del Museo Sueco de Historia Natural en Estocolmo.
Tras su boda en 1951, la pareja emigró a Canadá donde en 1952 Udvardy fue nombrado profesor asistente en la Universidad de la Columbia Británica de Vancouver. Allí dio clases de anatomía comparativa y de ornitología de 1953 a 1966, y sus investigaciones le convirtieron en un especialista en aves del Oeste de Canadá. En aquel periodo fue invitado por la Universidad de Hawái durante el curso 1958-59, y colaboró con la profesora Linda Scott Brown, en el Departamento de Ornitología de la Universidad de California de Los Ángeles, en el curso 1963-64.
En 1967, fue nombrado profesor de Ciencias Biológicas en la Universidad Estatal de California de Sacramento, puesto que conservó hasta su jubilación en 1991. Pasó también un año enseñando en la Universidad de Bonn, en Alemania, y otro año en la Universidad Nacional Autónoma de Honduras.
Una vez retirado, siguió trabajando como consultor para la Unión Internacional para la Conservación de la Naturaleza (UICN), para la que había propuesto en 1975 una repartición de la tierra en ecozonas y ecorregiones, dentro del programa "El hombre y la biosfera" de la Unesco.
Miklos Udvardy era miembro de la Asociación Americana para el Adelanto de las Ciencias (American Association for the Advancement of Science), miembro de la Unión de los Ornitólogos Americanos y miembro de honor de la Academia de Ciencias de Hungría. A pesar de haber desarrollado casi toda su carrera en América del Norte, siempre mantuvo estrechos lazos con los científicos de su país de origen, Hungría. Durante la Guerra Fría, se preocupó de que las relaciones entre ambas comunidades científicas no se vieran interrumpidas.
Miklos Udvardy murió de complicaciones quirúrgicas, en Sacramento el 27 de enero de 1998. La Academia de Ciencias de Hungría mantuvo ese día su bandera ondeando a media asta en señal de luto.

## Algunas publicaciones
- Dynamic zoogeography, Nueva York, Van Nostrand Reinhold, 1969.
- The Audubon Society Field Guide to North American Birds, Western Region,  Alfred A. Knopf, Inc., 1977, ISBN 0-394-41410-1.
- A Classification of the Biogeographical Provinces of the World, Contribución al programa de la Unesco "El hombre y la biosfera", Proyecto n.º 8, IUCN, Occasional Paper n.º 18, Morges, Suiza, 1975.